# Dendrobium devogelii
Dendrobium devogelii är en orkidéart som beskrevs av Jeffrey James Wood. Dendrobium devogelii ingår i släktet Dendrobium, och familjen orkidéer. Inga underarter finns listade i Catalogue of Life.